# Горецький Петро Гнатович
Петро Гнатович Горецький (* 26 червня 1919, с. Максимільянівка, УНР (нині Мар'їнський район, Донецька область, Україна) — † 17 березня 1997, Мінськ, Білорусь) — український поет, журналіст, перекладач, редактор

## Біографія
У дитинстві залишився сиротою. Перебував на утриманні старших братів та сестер.
Середню освіту здобув у рідном селі.
Рано проявив хист до творчості, почав друкуватися ще навчаючись в школі. Закінчив газетні курси.
З 1938 року на дійсній воєнній службі в Радянській Армії. Служив в прикордонних військах на іранському кордоні, де його застає початок війни з Німеччиною. В кінці війни починає працювати воєнним кореспондентом.
Після закінчення війни недовго працює в місцевих виданнях Станіслава (тепер — Івано-Франківськ) та Львова.
В 1947 році з родиною надовго осідає в Мукачеві Закарпатської області, але працює в Ужгороді в редакції обласної газети «Закарпатська правда».
Пише поезію і публікується в різних періодичних виданнях України. В 1948 році його твори виходять окремою (першою) книгою, в яку ввійшли також вірші воєнних років. В 1951 році виходить друга книга поезії, в 1954 — третя.
З 1950 по 1956 рік навчався в Ужгородському університеті на філологічному факультеті.
В 1958 році Петра Горецького запрошують працювати завідувачем відділу літератури та мистецтва газети «Ставропольська правда» (м. Ставрополь), де він працює до 1964 року.
З 1964 по 1969 рік Петро Горецький — завідувач відділу літератури та мистецтва газети «Вечірній Київ».
З 1977 по 1979 рік працює в видавництві «Музична Україна».
Після виходу на пенсію Петро Гнатович активно публікує свої поезії в періодичних виданнях, перекладає на українську мову з російської, білоруської та азербайджанської. За цей період були опубліковані чотири збірки його власних поетичних творів.
У 1993 році за сімейними обставинами переїжджає до Мінська, де бере активну участь в письменницькому житті Білорусі: його поезії публікують в республіканських періодичних виданнях, він стає членом спілки білоруських письменників, готується збірник перекладів його творів білоруською мовою в видавництві «Мастацкая літаратура».
Петро Гнатович Горецький раптово помер в березні 1997 року. Похований у Мінську на Північному кладовищі.

## Творча діяльність
Поет Петро Горецький почав друкуватися з 1937 року.
В його доробку близько 1450 поезій. Вони публікувались в багатьох періодичних виданнях України та окремими збірниками.
Поетичні твори вийшли у перекладі російською, білоруською та азербайджанською мовами.
Перекладав українською мовою твори російських (Михайло Ісаковський, Олександр Твардовський), білоруських (Янка Купала, Пятрусь Бровка, Максим Танк, П. Глєбкі, П. Приходзькі та ін.) та азербайджанських (Вургун Самед, С. Рустам) письменників, які були опубліковані окремими книгами.

### Публікації творів Петра Горецького окремими книгами
- «Дружба» .- Ужгород.- Книжково-газетне видавництво.- 1948
- «Джерело».- Ужгород.- Обласна книжкова друкарня.- 1951
- «Весна».- Львів.- Обласна друкарня.- 1954
- «Моя любовь».- Ужгород.- Закарпатське обласне видавництво.- 1957
- «Любовь зовет»[3].- Ставрополь.- Краевая типография.- 1958
- «Вічне тепло».- К.- Радянський письменник.- 1973
- «Осінні прокоси».- К.- Радянський письменник.- 1979
- «З доріг життя»"".- К.- «Дніпро».- 1981
- «Зачарованість».- К.- Радянський письменник.- 1986
- «З Дніпровських круч».- К.- Радянський письменник.- 1987 (?)
- «На бистрині».- К.- Радянський письменник.- 1989

### Факти творчої біографії[4]
- Одним із перших перекладачів творів молодого поета Петра Горецького на російську мову став тоді вже відомий поет-пісняр Євген Долматовський.
- Максим Рильський у своїй книзі «Класики і сучасники» відмітив «лірично-мелодійний струмінь» віршів Петра Горецького.
- Багато віршів Петра Горецького покладено на музику.

Перекладений на азербайджанську мову і покладений на музику вірш «Моя квітка» (вже під назвою «Ай чичек») став народною піснею в Азербайджані.
- Петро Горецький був редактором першої книги тепер одного з найвідоміших поетів України Дмитра Павличка.